# Acantholycosa zang
Espèce
Acantholycosa zang est une espèce d'araignées aranéomorphes de la famille des Lycosidae.

## Distribution
Cette espèce est endémique de Chine. Elle se rencontre au Tibet et au Sichuan.

## Description
Le mâle holotype mesure 9,23 mm et la femelle paratype 11,19 mm.

## Systématique et taxinomie
Cette espèce a été décrite par Zhang, Zhang et Wang en 2025.

## Étymologie
Cette espèce est nommée en l'honneur des Zangs.

## Publication originale
- Zhang, Zhang & Wang, 2025 : « Review of the wolf spider genus Acantholycosa Dahl, 1908 from China (Araneae, Lycosidae). » ZooKeys, vol. 1240, p. 239-256 (texte intégral).